# Club Atlético Gimnasia y Esgrima (Mendoza)
O Club Atlético Gimnasia y Esgrima, conhecido como Gimnasia de Mendoza ou simplesmente por seu acrônimo GEM, é um clube esportivo argentino localizado na cidade de Mendoza, capital da província homônima, na Argentina. Sua principal atividade esportiva é o futebol profissional. Foi fundado em 30 de agosto de 1908 e ostenta as cores           branco e preto.
O Gimnasia de Mendoza, disputa a Primera B Nacional, a segunda divisão do sistema de ligas de futebol argentino, desde que conseguiu o acesso em 27 de maio de 2018. O clube manda seus jogos no estádio Víctor Antonio Legrotaglie, do qual é proprietário, e cuja inauguração ocorreu em 25 de março de 1934. A praça esportiva, também localizada na cidade de Mendoza, conta com capacidade para 14 000 espectadores.[carece de fontes?]